# Берёзки (Волгоградская область)
Берёзки — хутор в Серафимовичском районе Волгоградской области.
Входит в состав Зимняцкого сельского поселения.

## История
24 декабря 2004 года в соответствии с Законом Волгоградской области № 979-ОД хутор вошёл в состав Зимняцкого сельского поселения.

## География
Находится на р. Дон.
На хуторе имеются две улицы: В. И. Политова и Сосновая, а также один переулок: Донской.

## Население
| 2010 |
| ---- |
| 151  |

## Инфраструктура
Личное подсобное хозяйство.

## Транспорт
Проходит дорога межмуниципального значения «Михайловка — Серафимович». Автобусные маршруты 611 Серафимович — Фролово, 552 Волгоград — Серафимович.